# 1972 en jeu vidéo
Cet article présente les faits marquants de l'année 1972 concernant le jeu vidéo, et sa démocratisation enclenchée avec Pong et la commercialisation de la première console de jeux vidéo de l'histoire destinée au marché des jeux à domicile, la Magnavox Odyssey.

## Événements
- 27 juin : création de l'entreprise Atari[1].
- Septembre : commercialisation de la première console de jeux vidéo pour particuliers : la Magnavox Odyssey[2].

## Principales sorties de jeux
- 29 novembre : lancement du premier jeu vidéo à grand succès : Pong[3].